# Leonardo Loredan
Pour les articles homonymes, voir Loredan.

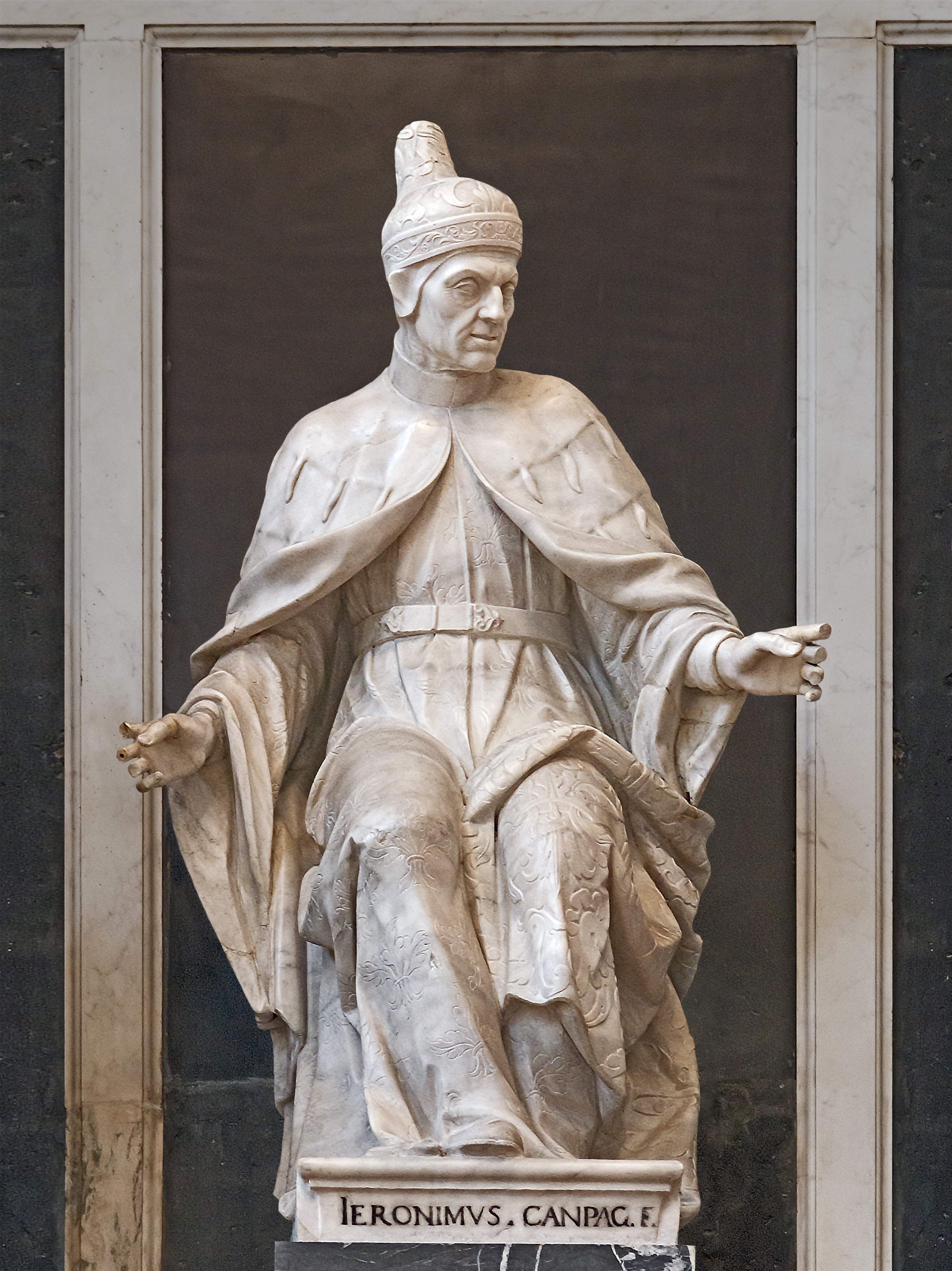
Leonardo Loredan par Girolamo Campagna.

Leonardo Loredan (né le 16 novembre 1436 à Venise – mort dans la même ville le 21 juin 1521) est le 75e doge de Venise, élu en 1501, son dogat dure jusqu'en 1521.
Il est le fils de Gerolamo et Donata Donà, c'est un homme habile et un fin politique qui réussit à gérer Venise dans une période très difficile de son histoire.
Élu le 2 octobre 1501 il doit, pendant son règne, accepter une onéreuse paix contre l'Empire ottoman (1503) et affronter la ligue de Cambrai qui provoque la guerre sur les territoires vénitiens de la terre ferme (1509-1517) dont l'intention est la destruction de la puissance de Venise.
Respecté durant sa vie, après sa mort il fait l'objet d'une enquête pour appropriation de l'argent de l'État et ses héritiers sont condamnés à le restituer à l'État.

## Biographie
Issu d'une riche famille, il fait des études de lettres puis il s'oriente vers le commerce. Il épouse Morosina Giustinian avec qui il a neuf enfants.
Son intelligence et sa finesse politique, accompagnée de son argent et de ses connaissances, lui permettent de faire une carrière politique cependant modeste puisqu'il ne se met pas en évidence et il reste un fonctionnaire de second plan.

### Le dogat
Leonardo Loredan obtient le dogat le 2 octobre 1501, à la surprise générale, avec le minimum de voix nécessaires à l'élection. Selon certains historiens (Rendina, Da Mosto) cette élection est due à sa parenté avec de nombreux électeurs plus qu'à ses capacités.

### Les premières années: 1501-1503, la paix avec les Turcs
Quand il arrive au pouvoir, Venise est en guerre avec l'Empire ottoman lequel, après une période équilibrée, voit sa supériorité s'affirmer de plus en plus contre les forces vénitiennes. Les dommages envers le trafic commercial et les grosses dépenses convainquent la république de demander la paix. Comme on pouvait s'y attendre, elle coûte très cher : les villes de Coron et Modon, Lépante et Santa Maura. Dans les années qui suivent, une crise économique sévit qui, bien que préoccupante, n'affaiblit pas excessivement les ressources de la ville.

### La ligue de Cambrai, 1509
Si Venise cherche la paix, après l’avoir réalisé dans la Méditerranée, elle n'est pas disposée à la donner à ses ennemis.
La puissance économique et politique et ses excessives ingérences dans les affaires de la terre ferme italienne provoquent une coalition, la ligue de Cambrai, constituée principalement de la France, des États pontificaux, de l'empereur Maximilien Ier et des autres principaux princes italiens dont les objectifs précis sont la destruction de la république et son partage.
Venise, peut-être par un excès d'arrogance et sous-évaluant l'adversaire, se préoccupe trop tard de la situation et n'est pas en mesure d'organiser une campagne diplomatique efficace pour endiguer cette attaque.
Se trouvant seule contre d'importantes forces ennemies, Venise crée une puissante armée de 30 000 soldats pour résister en attente d'un accord.
L'esprit aventurier et le peu de discipline des troupes vénitienne conduisent à la défaite de la bataille d'Agnadel (17 mai 1509) et la perte presque totale de la terre ferme vénitienne.
Les terres vénitiennes sont mises à feu et à sang et quelques coups de bombarde atteignent la lagune vénitienne.
La panique générale de la population accompagnée des nouvelles de révoltes populaires des villes occupées permet à Loredan d'encourager l'enrôlement et le soutien financier.
Les premières victoires vénitiennes et la dislocation de la ligue permettent à Venise de passer à l'offensive grâce à l'action du provéditeur et futur doge Andrea Gritti et ainsi récupérer la plus grande partie des territoires.
En 1510, à l'issue d'un changement d'alliance, le pape Jules II s'allie à Venise et la guerre se déplace en Romagne.
La guerre, qui a passé son point culminant, se poursuit en des phases alternées jusqu'à la paix avec la France à Blois (23 mars 1513).
Pendant cette période, selon les chroniqueurs, Loredan agit comme en 1509, avec peu de sérieux, et au lieu de se préoccuper des affaires de l'État, il ne pense qu'aux siennes.

### Les dernières années: 1518-1521
La fin de la guerre et le comportement du doge, qui peut-être pensait profiter des dernières années de sa vie pour s'occuper de l'administration, conduisent à la relâche des usages de la société vénitienne. Il se produit un grand nombre de scandales financiers et nombre de charges publiques s'achètent plutôt que s'obtiennent aux mérites. Ainsi le doge achète des charges pour ses fils et ses parents en utilisant au maximum son influence. Loredan ne peut pas mener longtemps cette vie plaisante parce qu'il commence à être affligé de problèmes de santé.
Au cours des premiers jours de juin, sa santé commence à s'aggraver et rapidement il est atteint de gangrène à une jambe. Toute intervention devient inutile et la gangrène s'étend, il meurt dans la nuit du 20 au 21 juin 1521. Il est enterré dans la basilique de San Zanipolo.
Il semblerait que la nouvelle de son décès, par son fils auprès des conseillers et des responsables de l'État, n'ait été annoncée que tard dans la matinée.

## Curiosité
L'affairisme et le comportement des dernières années n'échappent pas aux yeux vigilants des Inquisitori sopra il morto, magistrats chargés d'enquêter sur les comptes finaux du dogat.
Peut-être le procès fut-il monté de toutes pièces à des fins politiques mais il y eut vraisemblablement des manques parce que les héritiers du doge, bien que défendus par l'avocat Carlo Contarini — un des meilleurs de l'époque —, furent condamnés à une amende de  2 700 ducats[réf. nécessaire].